# Gaël Faye
Gaël Faye (Bujumbura, 6 agosto 1982) è un rapper, cantante, scrittore e compositore francese di origine burundiana di etnia tutsi da parte di madre.

## Biografia
Gaël Faye nasce a Bujumbura nel 1982, il padre ha nazionalità francese, la madre invece ha nazionalità ruandese e si era rifugiata nel Burundi per sfuggire alle prime persecuzioni attuate contro l'etnia Tutsi alla quale appartiene. Quando anche nel Burundi scoppia la guerra civile la famiglia trova rifugio in Francia.
Nel periodo dell'adolescenza si avvicina alla musica hip-hop e rap grazie alle quali riesce a trovare un modo per esprimere il dolore dovuto alla fuga dal suo paese natale. 
Dopo gli studi in Francia lavora a Londra nel settore finanziario ma poi abbandona tutto per dedicarsi alla musica e alla scrittura.
Come musicista lavora prima in duo poi come solista. Spesso collabora con altri artisti. Il suo secondo album pubblicato nel 2020 "Lundi mechant" diventa disco d'oro nel 2022.
Nel 2016 ha vinto il Prix Goncourt des lycéens con il romanzo Piccolo paese (Petit Pays).
Nel 2024 ha vinto il Prix Renaudot con il romanzo Jacaranda (Jacaranda) che tratta del Genocidio in Rwanda.
Dal 2015 vive a Kigali, capitale del Ruanda, con moglie e figli.

## Discografia

### Album
- 2013 - Pili-Pili sur un croissant au beurre
- 2020 - Lundi méchant